# Línea 191A (Interurbanos Madrid)

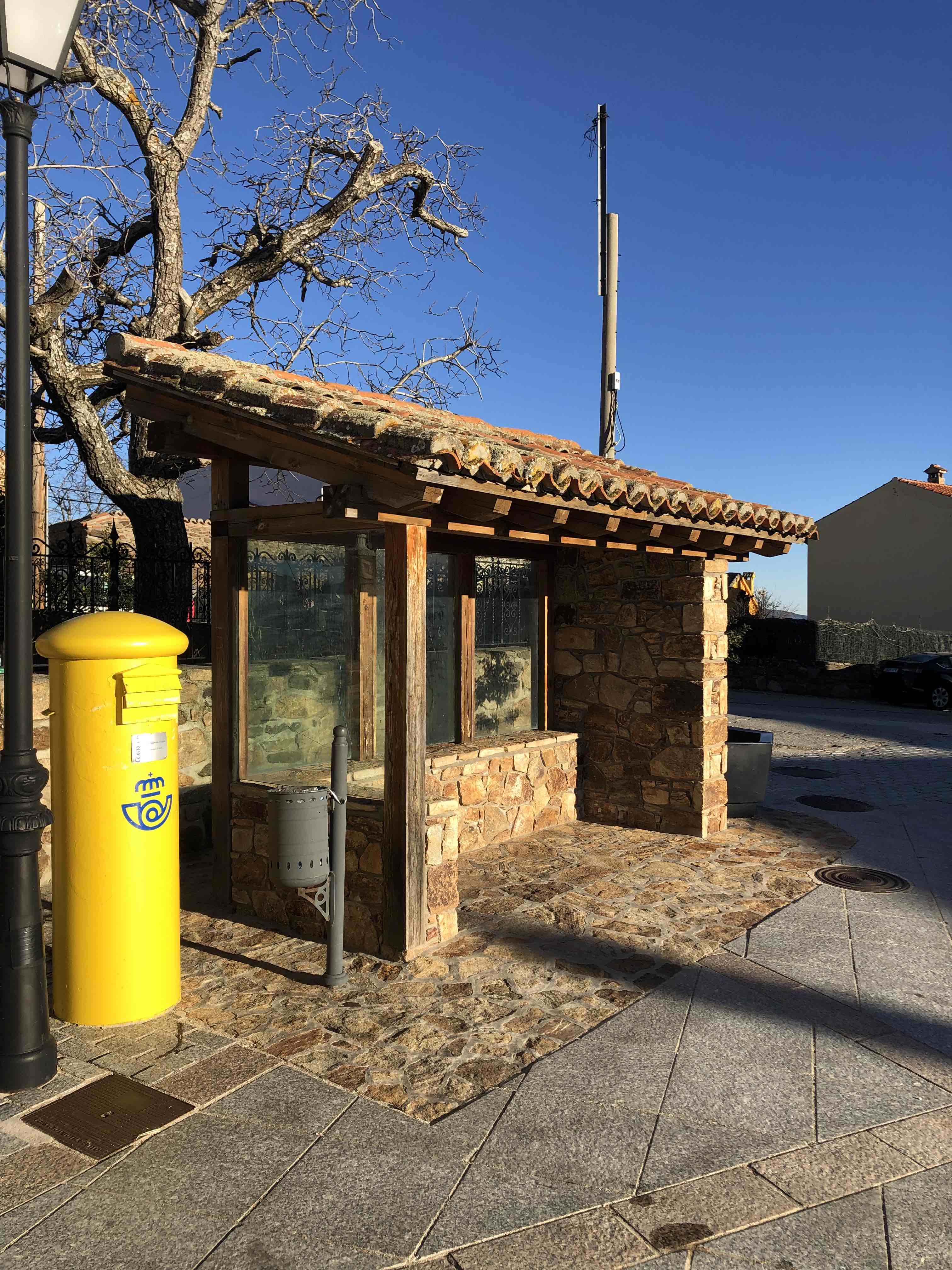
Antigua parada de autobús de Braojos situada en la Plaza de Calvo Sotelo

La línea 191A de la red de autobuses interurbanos de Madrid une Buitrago del Lozoya con Braojos.

## Características
Esta línea une Buitrago del Lozoya con Braojos pasando por Villavieja del Lozoya y algunos otros municipios de la Sierra Norte de Madrid.
El servicio se realiza mediante furgonetas micro, para permitir el giro en Villavieja del Lozoya y Braojos. Tiene conexión en Buitrago del Lozoya con la línea 191 para comunicar Braojos con Madrid de lunes a viernes laborables. Los sábados laborables, domingos y festivos se complementa con la línea 195 que de lunes a viernes laborables no da servicio a Braojos.
Antiguamente la parada en Braojos se encontraba en el centro del casco urbano, en la Plaza de Calvo Sotelo, y fue movida a la entrada del pueblo junto al Callejón de los Perros para facilitar el giro del autobús.
Siguiendo la numeración de líneas del CRTM, las líneas que circulan por el corredor 1 son aquellas que dan servicio a los municipios situados en torno a la A-1 y comienzan con un 1. Aquellas numeradas dentro de la decena 190 corresponden a aquellas que circulan por la Sierra Norte de Madrid. En concreto, la línea 191A indica un incremento sobre la línea 191 ya que se necesita para enlazar con Madrid los lugares por los que circula la línea 191A. Esto se hace en Buitrago del Lozoya como punto central de la comarca de la Sierra Norte desde donde parten esta y otras líneas complementarias a la línea 191.
La línea mantiene los mismos horarios todo el año (exceptuando las vísperas de festivo y festivos de Navidad).
Está operada por la empresa ALSA mediante la concesión administrativa VCM-103 - Madrid - Buitrago - Rascafría (Viajeros Comunidad de Madrid) del Consorcio Regional de Transportes de Madrid.

### Material móvil
| Marca         | Modelo           | Año  | Combustible |
| ------------- | ---------------- | ---- | ----------- |
| Mercedes-Benz | Ferqui Sunset S3 | 2016 | Diésel      |
| Otokar        | Ulyso            | 2022 | Diésel      |

## Horarios
| Lunes a viernes laborables | Lunes a viernes laborables | Lunes a viernes laborables | Lunes a viernes laborables | Sábados laborables, domingos y festivos | Sábados laborables, domingos y festivos |
| Buitrago > Braojos         | Buitrago > Braojos         | Buitrago > Braojos         | Buitrago > Braojos         | Buitrago > Braojos                      | Buitrago > Braojos                      |
| 07:35                      | 10:00                      | 14:50                      | 19:50                      | 14:10                                   | 17:45                                   |
| Braojos > Buitrago         | Braojos > Buitrago         | Braojos > Buitrago         | Braojos > Buitrago         | Braojos > Buitrago                      | Braojos > Buitrago                      |
| 07:50                      | 10:30                      | 15:30                      | 20:10                      | 14:30                                   | 18:25                                   |

## Recorrido y paradas

### Sentido Braojos
La línea inicia su recorrido en la Avenida de Madrid de Buitrago del Lozoya, saliendo por la carretera M-634 en dirección a Villavieja del Lozoya. Desde el mismo retrocede y toma la carretera M-636 en dirección a Gascones y La Serna del Monte. En este último municipio la línea toma la carretera M-976 que acaba en Braojos, donde tiene su cabecera.
| Código | Zona | Localidad             | Denominación                                     | Ubicación                      | Líneas de la parada                   |
| ------ | ---- | --------------------- | ------------------------------------------------ | ------------------------------ | ------------------------------------- |
| 21130  |      | Buitrago del Lozoya   | Avenida de Madrid - Calle Real                   | Avenida de Madrid Nº13         | 191 191A 191B 195B 196 VAC-157VAC-242 |
| 16296  |      | Villavieja del Lozoya | Villavieja del Lozoya - Urbanización Chaparritas | Carretera M-634 km. 2,5        | 191A 195 195B                         |
| 10381  |      | Villavieja del Lozoya | Villavieja del Lozoya - Carretera de la Sierra   | Camino de las Huertecillas Nº2 | 191 191A 195 195A                     |
| 16295  |      | Villavieja del Lozoya | Villavieja del Lozoya - Urbanización Chaparritas | Carretera M-634 km. 2,5        | 191 191A 195 195A                     |
| 10384  |      | Gascones              | Gascones - Plaza de la Constitución              | Plaza de la Constitución Nº14  | 191A 195                              |
| 10387  |      | La Serna del Monte    | La Serna del Monte - Plaza de la Iglesia         | Calle de Carlos Ruiz Nº13      | 191A 195                              |
| 10388  |      | Braojos               | Braojos - Callejón de los Perros                 | Calle de la Fuente Nº28        | 191 191A 195                          |

1. 1 2  Sólo permite la subida de viajeros

### Sentido Buitrago del Lozoya
El recorrido es igual al de ida pero en sentido contrario.
| Código | Zona | Localidad             | Denominación                                     | Ubicación                      | Líneas de la parada                   |
| ------ | ---- | --------------------- | ------------------------------------------------ | ------------------------------ | ------------------------------------- |
| 10388  |      | Braojos               | Braojos - Callejón de los Perros                 | Calle de la Fuente Nº28        | 191 191A 195                          |
| 10386  |      | La Serna del Monte    | La Serna del Monte - Plaza de la Iglesia         | Plaza de la Iglesia Nº2        | 191 191A 195                          |
| 10385  |      | Gascones              | Gascones - Plaza de la Constitución              | Plaza de la Constitución Nº6   | 191A 195                              |
| 16296  |      | Villavieja del Lozoya | Villavieja del Lozoya - Urbanización Chaparritas | Carretera M-634 km. 2,5        | 191A 195 195B                         |
| 10381  |      | Villavieja del Lozoya | Villavieja del Lozoya - Carretera de la Sierra   | Camino de las Huertecillas Nº2 | 191 191A 195 195A                     |
| 16295  |      | Villavieja del Lozoya | Villavieja del Lozoya - Urbanización Chaparritas | Carretera M-634 km. 2,5        | 191 191A 195 195A                     |
| 21130  |      | Buitrago del Lozoya   | Avenida de Madrid - Calle Real                   | Avenida de Madrid Nº13         | 191 191A 191B 195B 196 VAC-157VAC-242 |

1. 1 2  Sólo permite la subida de viajeros

## Tarifas
Aquí se muestran las tarifas de la línea:

### Billetes sencillos
| OrigenDestino | C2    |
| C2            | 1,3 € |

### Abonos transporte
- En caso de portar un abono inferior a la zona tarifaria de destino, se deberá abonar un suplemento. Dicho suplemento corresponde a la diferencia entre un billete sencillo hacia la corona tarifaria de destino y un billete sencillo a la corona tarifaria del abono portado. Esta restricción también aplica a los abonos interzonales.
- No es válido el abono correspondiente a la zona , por lo que es necesario abonar el billete sencillo correspondiente a la parada de destino.
- A pesar de que las coronas tarifarias ,  y  tengan el mismo coste en el abono transporte, su uso en zonas tarifarias que no es la correspondiente no es válido y se deberá abonar el suplemento mencionado anteriormente. Es por esto que los usuarios de las coronas tarifarias  o  deberán recargar un abono de la corona  al mismo coste que las anteriores para evitar confusión.
- El abono joven y de la tercera edad son válidos para toda la línea.

Para más información, consultar la página oficial del CRTM.